# 金鑵城
金鑵城（かなつるべじょう）は、兵庫県小野市昭和町字ウットウロにあった日本の城。城跡は1996年（平成8年）3月1日付で小野市指定史跡に指定されている。また、1999年（平成11年）4月に開園した「夢の森公園」内の「金鑵城遺跡広場」として、2000年（平成12年）8月に整備されている。

## 概要
室町時代から戦国時代に播磨の守護職であった赤松氏の家臣・中村氏が築城したと伝えられている。播磨中村氏は、小野市域にあたる西河合の地を領有し、同じく赤松氏に仕える別府氏と勢力を争ったが、天文年間（1532年-1555年）に別府九郎に滅ぼされたと伝えられる。最終的にはその別府氏も別所氏により滅ぼされたという。
当城は遠望が利き小野市内を一望できる青野ヶ原台地東端の突出部に築かれた中世の山城で、城の北側は東の低地から谷が切り込み、東と南側は低地に面した断崖で、南西側のみ尾根筋が台地に接続する。『日本城郭大系』刊行（1981年）時点では「天険の地ではあるが、特に遺構らしいものは確認できない。」としているが、1992年（平成4年）から1994年（平成6年）にかけての発掘調査により城跡の全貌がほぼ明らかにされた。
城域は主郭と西郭にわかれ、その間に空堀である堀切（幅20メートル、深さ9メートル）を持ち、両郭の往来のために木橋が架けられていた。主郭入口の虎口には門が2つあり、1つ目の門から2つ目門までの道は直線ではなく、直角に折れるよう造られ、侵入者への攻撃の場とした。
主郭は東西50メートル×南北80メートルの規模を持ち、4棟の建物跡（内3棟は礎石を持つ）があり、居城として使用されていた。周囲は土塁で囲まれており、西側の土塁は幅9メートル×高さ2メートル以上で、上部には柵が設けられていた。また城内に深い井戸があり、その水を金属の釣瓶（つるべ）で汲み上げていたことから「金鑵城」と命名されたと伝承される。このほか、発掘調査により城跡の包含層より下層からは弥生時代の竪穴建物跡6棟が検出されており、遺跡名および史跡指定名称としては「金鑵城遺跡」と命名されている。
現在は金鑵城遺跡広場として整備され、園内に櫓のほか、2つ目の城門が冠木門として復元されている。

## 所在地
兵庫県小野市昭和町441-6

## 最寄駅
- JR加古川線河合西駅

## 周辺史跡・寺社
- 小野陣屋跡
- 河合城跡
- 河合館跡
- 河合西廃寺跡
- 河合廃寺跡
- 広渡廃寺跡（国史跡広渡廃寺跡歴史公園）
- 島村城跡
- 浄土寺（新西国三十三箇所観音霊場）
- 鈴之宮神社
- 近津神社
- 堀井城跡（堀井城跡ふれあい公園）

## 周辺施設
- おの桜づつみ回廊
- 小野子午線公園
- 小野市立河合小学校
- 小野市立河合中学校
- 鴨池公園
- かわい快適の森
- 共進牧場
- 鍬渓温泉
- 白雲谷温泉ゆぴか
- ひまわりの丘公園
- 平池公園
- ホテルルートイン小野

## 周辺道路
- 国道175号